# تیدمور بند (آلاباما)
تیدمور بند (به انگلیسی: Tidmore Bend) شهرکی در شهرستان اتوا ایالت آلاباما است که مساحت آن ۲۴٫۹۵ کیلومترمربع است و در سرشماری سال ۲۰۱۰ میلادی، ۱٬۲۴۵ نفر جمعیت داشته و تراکم جمعیتی آن، ۴۹٫۹ در کیلومترمربع بوده است.